# Csanádi-hát
Csanádi-hát a Körös–Maros közének legkeletibb része, amely a középtáj 7,8%-án terül el kb. 400 km²-en. Területén hét település található. Említésre méltó Battonya, Kunágota és Mezőkovácsháza. A kistáj 97 és 104 méter közötti tengerszint feletti magasságú lösziszappal fedett hordalékkúp-síkság. Ortográfiai domborzattípusát tekintve alacsony ármentes síkság, amely enyhén dél-délnyugati irányba lejt. A felszíneken a partidűne-vonulatok és az északnyugat-délkeleti tengelyű egykori folyóágak, fattyúágak gazdag formaegyüttest alkotnak. A nagyobb dűnék közötti részek, illetve a mélyebb fekvésű kiterjedtebb laposok rossz lefolyásúak. A felszínt – a nyugati rész elgátolt laposainak kivételével – mindenütt infúziós lösz, homokos lösz fedi. Alacsony potenciális szeizmicitású terület ( 6º MS alatt). Nyersanyag előfordulásai közül a battonyai téglaagyag ( 1 millió m³) emelhető ki.

## Éghajlata
A napfénytartalom évi összege kevéssel haladja meg a 2000 órát, nyáron a napsütéses órák száma 820 körül van, a téli napsütés pedig kevéssel 190 óra fölötti. Az évi középhőmérséklet: 10,6 °C, a vegetációs időszak átlaghőmérséklete 17,1–17,3 °C. A fagymentes időszak körülbelül 194 napig tart. Az évi csapadékösszeg 600 mm körül van, a vegetációs időszaki átlag körülbelül 350 mm. A 24 óra alatt lehullott csapadékmaximum 71 mm, Battonyán mérték. Uralkodó szél északi, de gyakori a déli, délkeleti szél. Ariditási index: 1,17 körül. Ezek után az éghajlata mérsékelten meleg – mérsékelten száraz.

## Vízrajz
Egyetlen jelentősebb vízfolyása a Száraz-ér (167 km, 1304 km²), amely 44 km hosszan kanyarog a tájban. Nagyobb mellékvizei: Cigányka-ér (16 km, 40 km²) és a Kutas-ér (30 km, 143 km²). Kiágazik belőle a Mezőhegyesi-Élővíz-csatorna (42 km, 246 km²). Száraz, gyér lefolyású, vízhiányos terület. A vízfolyások vízjárását kisvizek idején mesterségesen irányítják. Nincs egyetlen állóvíze sem. A talajvizet 2–4 m között mindenhol elérjük. A rétegvíz mennyiségét átlagban valamivel 1 l/s·km² alá becsülik.

## Élővilága

### Flórája
A Csanádi-hát területén a következő növényfajok élnek: taréjos búzafű (Agropyron cristatum), szennyes ínfű (Ajuga laxmannii), cingár gombafű (Androsace elongata), ebfojtó müge (Asperula cynanchica), horgas bogáncs (Carduus hamulosus), töviskés imola (Centaurea scabiosa subsp. spinulosa), halvány zanót (Chamaecytisus virescens), magyar szegfű (Dianthus giganteiformis subsp. pontederae), deres tarackbúza (Elymus hispidus), csattogó szamóca (Fragaria viridis), vörös szarumák (Glaucium corniculatum), hengeres peremizs (Inula germanica), parlagi madármályva (Lavatera thuringiaca), magas gyöngyperje (Melica
altissima), nyúlánk sárma (Ornithogalum pyramidale), korcs mák (Papaver hybridum), gumós macskahere (Phlomis
tuberosa), egyenes pimpó (Potentilla recta), parlagi rózsa (Rosa gallica), varjúbab (Sedum maximum), hasznos tisztesfű
(Stachys recta), vetővirág (Sternbergia colchiciflora), sarlós gamandor (Teucrium chamaedrys), közönséges borkóró (Thalictrum minus), vetési zsellérke (Thesium dollineri), csuklyás ibolya (Viola ambigua), pusztai meténg (Vinca herbacea).